# Обновлённая демократическая свобода
Обновлённая демократическая свобода (исп. Libertad Democrática Renovada; LIDER) — бывшая правоцентристская политическая партия Гватемалы. 
Партия была основана парламентской группой, отколовшейся от правящей партии Национальный союз надежды президента Альваро Колома в 2008 году. Официально была зарегистрирована в 2010 году. К концу парламента 2007—2011 годов парламентская группа Обновлённая демократическая свобода включала 25 из 158 депутатов Конгресса, в котором она образовала блок с консервативным Великим национальным альянсом.
26 июля 2016 года Верховный избирательный трибунал отменил регистрацию партии за постоянные нарушения закона о выборах и политических партиях.

## История
На выборах 2011 и 2015 годов генеральным секретарём и кандидатом в президенты был Мануэль Бальдисон. На президентских выборах 2011 года Бальтисон набрал 23 % голосов в 1-м туре и вышел во 2-й тур, где получил 46 % голосов, уступив Отто Пересу Молине. В 2015 году Бальтасон получил 19,6 % голосов и занял 3-е место, уступив лишь 0,4 % Сандре Торрес.
Согласно журналистской расследовательской организации InSight Crime, партия имела тесные связи с группой наркодельцов.

## Участие в выборах

### Парламентские выборы
| Год выборов | Голосов | %      | Конгресс  |
| ----------- | ------- | ------ | --------- |
| 2011        | 390 319 | 8,87 % | 14 из 158 |
| 2015        | 903 644 | 19,29  | 45 из 158 |